# Sawako Yasumoto
Sawako Yasumoto (安本 紗和子, Yasumoto Sawako, Shizuoka, 6 juli 1990) is een Japans voetbalster die als aanvaller speelt bij Mynavi Vegalta Sendai.

## Carrière

### Clubcarrière
Yasumoto begon haar carrière bij TEPCO Mareeze. Ze tekende in 2011 bij JEF United Chiba. Ze tekende in 2012 bij Mynavi Vegalta Sendai.

### Interlandcarrière
Yasumoto maakte op 8 mei 2010 haar debuut in het Japans vrouwenvoetbalelftal tijdens een wedstrijd tegen Mexico. Ze heeft twee interlands voor het Japanse elftal gespeeld.
Yasumoto nam met het Japans nationale elftal O20 deel aan het WK onder 20 in 2010.

## Statistieken
| Japans vrouwenvoetbalelftal | Japans vrouwenvoetbalelftal | Japans vrouwenvoetbalelftal |
| Jaar                        | Wed.                        | Dlp.                        |
| --------------------------- | --------------------------- | --------------------------- |
| 2010                        | 2                           | 0                           |
| Totaal                      | 2                           | 0                           |